# 수남위종택
수남위종택(水南位宗宅)은 대한민국 경상북도 구미시 해평면 일선리에 있는 건축물이다. 1985년 8월 5일 경상북도의 문화재자료 제51호로 지정되었다.

## 개요
이 마을 전주 류(柳)씨 입향시조 류성의 아우 류원이 분가하여 지은 집이다. 원래는 박곡리에 있던 것을 임하댐 건설로 지금 있는 자리에 옮겨 세운 것이다. 처음 세운 시기는 알 수 없으나 1700년경 화재로 소실되자 1850년경 다시 세워 오늘에 이르고 있다.
一자형 안채와 아래채로 구성되어 있는데 안채는 앞·뒤로 칸을 나누어 2열로 만든 겹집이다.

## 참고 자료
- 수남위종택 - 국가유산청 국가유산포털